# Fausto Cornélio Sula Félix
Fausto Cornélio Sula Félix ou Fausto Cornélio Sila Félix (em latim: Faustus Cornelius Sulla Felix; Grécia, 22 — Tapso (atual Tunísia), 62) foi um senador romano da gente Cornélia eleito cônsul em 52 com Lúcio Sálvio Otão Ticiano. É um dos membros menos conhecidos da dinastia júlio-claudiana.

## História
Félix era o filho de Domícia Lépida e do cônsul de 31, Fausto Cornélio Sula Lúculo, descendente do ditador romano Sula. Seus avós maternos foram Antônia, a Velha e Lúcio Domício Enobarbo, cônsul em 16 a.C.. Antônia era uma sobrinha do imperador Romano Augusto e sua mãe, Domícia Lépida, era sobrinha-neta de Augusto, neta da irmã dele, Otávia. Félix foi meio-irmão da imperatriz romana Valéria Messalina. A proximidade com a família imperial o legou com um consulado ainda jovem.
Em 47, o imperador romano Cláudio, que era primo de sua mãe, organizou para Félix se casar com sua filha, Cláudia Antônia. Os dois tiveram um filho que era frágil e morreu antes de seu segundo aniversário. Logo depois, em 52, foi eleito cônsul e foi admitido entre os irmãos arvais.
Em 56, dois anos após a ascensão do imperador romano Nero, o liberto Palas e o prefeito do pretório Sexto Afrânio Burro foram acusados de conspirar para tornar Félix imperador. Os conspiradores foram para julgamento, mas Félix não parece ter sido implicado. Nero, no entanto, começou a acompanhar de perto seu cunhado com receio de suas conexões com a família imperial.
Em 58, outro liberto falsamente acusou Félix de conspirar para atacar Nero, que tratou Félix como culpado e o exilou em 59 para Massília. Mesmo vivendo uma vida estóica, Nero continuou a considerar Félix uma ameaça; finalmente, em 62, o guarda do palácio Tigelino mandou assassinar Félix, que foi morto enquanto jantava apenas cinco dias depois. A cabeça de Félix foi transportada para o palácio e, conta a lenda, Nero brincava com ela, fazendo chacota devido à sua calvície e ao grisalho do seu cabelo. Depois do assassinato, que Nero manteve em segredo em Roma, ele pediu ao imperador que retirasse o também assassinado Rubélio Plauto e ele do Senado Romano por representarem uma ameaça ao estado. A esposa de Sula também foi assassinada por Nero depois de se recusar a se casar com ele depois da morte de Popeia Sabina.
O historiador Tácito descreveu Félix como sendo "tímido e desprezível" e também afirmou que Félix seria incapaz de uma conspirar contra Nero.